# Wittespitzen
Wittespitzen är en bergstopp i Antarktis. Den ligger i Östantarktis. Norge gör anspråk på området. Toppen på Wittespitzen är 203 meter över havet.
Terrängen runt Wittespitzen är platt åt nordost, men åt sydväst är den kuperad. Terrängen runt Wittespitzen sluttar norrut. Trakten är obefolkad. Det finns inga samhällen i närheten.